# Ceryx keiensis
Ceryx keiensis là một loài bướm đêm thuộc phân họ Arctiinae, họ Erebidae.